# Januszewice (województwo świętokrzyskie)
Januszewice – wieś sołecka w Polsce położona w województwie świętokrzyskim, w powiecie włoszczowskim, w gminie Kluczewsko.
W latach 1975–1998 miejscowość administracyjnie należała do województwa piotrkowskiego.

## Części Wsi
| SIMC    | Nazwa           | Rodzaj |
| ------- | --------------- | ------ |
| 0541931 | Łęg Januszewski | osada  |

## Historia
Według spisu powszechnego z roku 1921 miejscowość Januszewice posiadała 90 domy(ów) i 493 mieszkańców.

## Parafia
We wsi znajduje się Parafia Podwyższenia Krzyża Świętego w Januszewicach.